# Njorke
Njorke (lat. Alcidae), porodica ptica iz reda Charadriiformes.

## Rasprostranjenost
Alcidae su rasprostranjene na području Grenlanda i sjeverne Kanade, na zaljevu St. Lawrencea i Nove Škotske, Islandu, sjevernoj Skandinaviji, sjevernoj Rusiji, Irskoj i sjeverozapadnoj obali Francuske.
Alle alle ili mala njorka živi na obalama Islanda, Svalbarda i Grenlanda. Tupik ili Fratercula arctica na Sjevernom ledenom moru. Vrsta poznata kao Pinguinus impennis ili velika njorka istrebljena je u 19. stoljeću.

## Habitat
Stanište ili habitat tijekom ljeta nalazi se na stjenovitim liticama sjevernog Atlantika i sjeverne Europe. Gnijezde se u golemim jatima (Plosnatokljuna njorka Alca torda na Helgolandu) a ribe i rakovi glavna su im hrana. 

## Rodovi
Prema suvremenoj klasifikaciji obuhvaća rodove: 
Aethia - 4 vrste
Alca - 1 vrsta
Alle - 1 vrsta
Brachyramphus - 3 vrste
Cepphus - 3 vrste
Cerorhinca - 1 vrsta
Fratercula - 3 vrste
Pinguinus - 1 vrsta
Ptychoramphus - 1 vrsta
Synthliboramphus - 4 vrste
Uria - 2 vrste

## Vanjske poveznice
- Auks, puffins, guillemots, murres, murrelets

- Istrijebljena vrsta Pinguinus impennis
- Uria aalge